# 李冲 (崇禎進士)
李冲（？—？），號稽箭，浙江绍兴府会稽縣人，明末清初政治人物。

## 生平
崇禎三年（1630年）庚午科順天鄉試第二十六名舉人，崇禎十年（1637年）丁丑科會試七十八名，三甲二百二十一名進士。吏部觀政，十二年授丹陽知縣。

## 家族
曾祖李瑾，祖父李萱，父李俊，监生。